# Songea Rural (huyện)
Songea Rural là một huyện thuộc vùng Ruvuma, Tanzania. Thủ phủ của huyện Songea Rural đóng tại Songea. Huyện Songea Rural có diện tích 33825 ki lô mét vuông. Đến thời điểm điều tra dân số ngày 25 tháng 8 năm 2002, huyện Songea Rural có dân số 156930 người.